# Carex tianschanica
Carex tianschanica är en halvgräsart som beskrevs av Tatiana Vladimirovna Egorova. Carex tianschanica ingår i släktet starrar, och familjen halvgräs. Inga underarter finns listade i Catalogue of Life.